# 中华两栖甲
中华两栖甲（学名：Amphizoa sinica）一种发现于中国东北长白山地区的水生甲虫，隶属于两栖甲科两栖甲属。2021年被列入中国国家二级保护动物。
其种加词sinica，意为“中华的”。